# Solimà II
Solimà II (15 d'abril de 1642 - 22/23 de juny de 1691) va ser soldà de l'Imperi Otomà des de 1687 fins a la seva mort.
Era germà petit de Mehmet IV (1648-87), i com era habitual a l'Imperi va passar la major part de la seva vida reclòs a les kafes (gàbia), unes estances luxoses del Palau de Topkapı on els prínceps amb sang reial eren empresonats per evitat que poguessin organitzar cap rebel·lió.
Quan van anar a buscar-lo per oferir-li el tron després que el seu germà fos obligat a abdicar el 8 de novembre de 1687 després de la derrota a la Batalla de Mohács, el 9 de desembre de 1687, Leopold I d'Àustria va ser proclamat per la Dieta de Pressburg, com a rei d'Hongria. Solimà es va pensar que la comitiva l'anava a buscar per executar-lo (també era habitual l'execució de potencials rivals), i va costar molt de convèncer-lo de què sortís del Palau per entregar-li l'espasa d'Osman i nomenar-lo sultà.
La situació era difícil després de quatre anys de guerra amb Àustria. El deute de l'estat era enorme i calia augmentar el reclutament dels geníssers, i a més es van haver de pagar els donatius tradicionals en els canvis de sultà. El gran visir Abaza Köprülü Siyavuş Paşa no va aconseguir establir l'autoritat sobre els geníssers revoltats a la capital que reclamaven més privilegis i va culminar amb l'execució del cap rebel Bash-čavush Husayn Agha àlies Fetwadji; llavors Solimà va nomenar caimacan de la capital a Ayaşlı İsmail Pasha o Ayaxli Nixandji Ismail Paixà (1 de març) però els geníssers seguien revoltats i el 3 de març van matar el gran visir Siyavush Pasha i van saquejar el seu palau, i Yaghliči Emir va cridar a una revolta ciutadana i a una reunió davant el palau imperial. La població donava suport als rebels però començava a queixar-se dels abusos d'aquests, els quals van respondre pressionant el sultà.
Amb la mesura que la Santa Lliga aconseguia guanys contra l'Imperi Otomà, capturant Belgrad el 1688, els francesos van començar a preocupar-se que els seus rivals dels Habsburg es fessin massa poderosos i finalment es tornarien contra França i els francesos van envair assetjar Philippsburg el 27 de setembre de 1688, trencant la treva i desencadenant la Guerra dels Nou Anys, que va donar l'oportunitat al nou gran visir de reorganitzar i revigoritzar l'exèrcit otomà. El gran visir fou destituït i substituït per Tekirdağlı Bekri Mustafa Pasha (finals de maig). Sota aquest va reorganitzar la situació i va restablir l'orde. El darrer recalcitrant fou Yegen Osman Pasha, reclutador a províncies, que fou eliminat l'hivern del 1689. Es va establir com a nova moneda el Kuruş en 1688 i la situació econòmica va millorar també i el dèficit es va reduir per mitjà de noves taxes sobre la venda i el consum d'articles de luxe com el tabac, i per una sèrie de mesures radicals (incloent una reforma fiscal i administrativa, o la introducció de la moneda de coure) amb resultats desiguals però en conjunt favorables.
Llavors el 10 de novembre de 1689 va nomenar com a gran visir a Köprülü Fazıl Mustafa Paşa (Ahmet Faizil Köprülü), que va liderar els exèrcits otomans; el 1690 ja estava en condicions d'iniciar l'ofensiva contra els austríacs per aturar els avanços de la dinastia dels Habsburg a Sèrbia i Transsilvània i per aplacar una revolta a Bulgària. Diverses victòries menors van aixecar la moral de les tropes.
Menys de quatre anys després del seu ascens Solimà va morir el 1691, als quaranta-nou anys.